# Rémi Brague

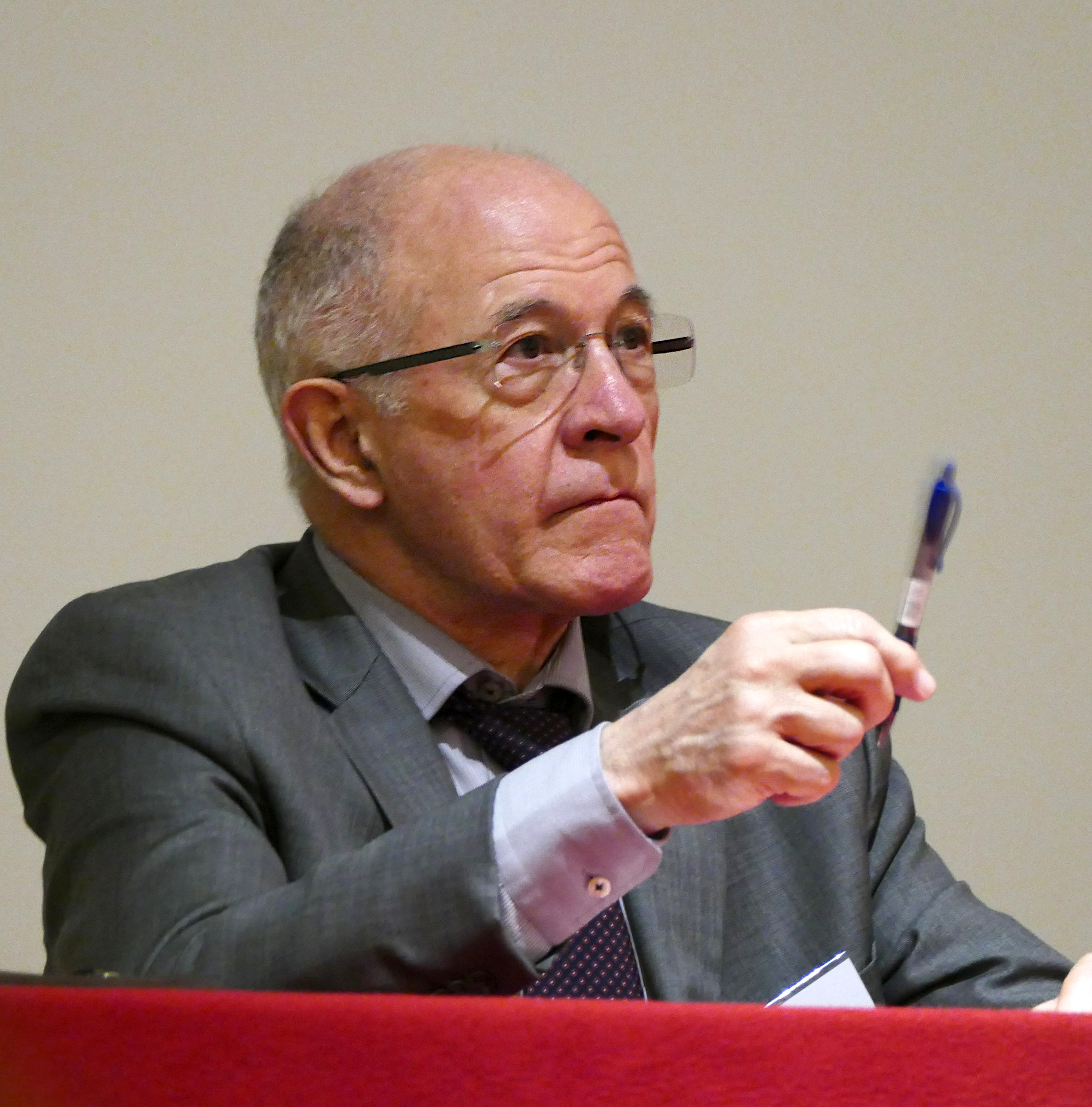
Rémi Brague in 2017

Rémi Brague (Parijs, 8 september 1947) is een hedendaags Frans denker en hoogleraar filosofie te Parijs en München. 
Hij is gepromoveerd op het begrip "wereld" bij Aristoteles en doceert de geschiedenis van de middeleeuwse joodse, Arabische en christelijke filosofie. Als denker is hij beïnvloed door Leo Strauss.
Zijn bekendste werk is het essai Europe, la voie romaine uit 1992 waarin hij betoogt dat de Europese identiteit in haar wezen Romeins is. 
Hij zet zich daarmee af tegen denkers uit de Verlichting en de Romantiek die de westerse christelijke beschaving als product van Grieks-Hellenistische en Joodse oorsprong hebben getypeerd. Het Europa zoals zich dat sedert de middeleeuwen in al zijn uiteenlopende regionale en nationale manifestaties op het Europese continent heeft gevormd, is volgens Brague tot de gemeenschappelijk noemer "Latijns" te herleiden. Het Romeinse of  Latijnse van Europa schuilt volgens Brague met name in het vermogen zich te voeden uit bronnen die zich buiten haar traditie bevinden en daarmee een synthese te vormen. De Romeinen vormen in deze optiek de ware grondleggers van Europa doordat zij uitblonken in de wijze waarop zij tal van invloeden van buitenaf in hun cultuur assimileerden.
Nadien wijdde Brague zich aan een trilogie over de filosofische ontwikkeling van recht in het Westen.
Brague is sinds 2009 lid van de Académie des sciences morales et politiques.

## Publicaties
- Europe, la voie romaine, 1992 (Gallimard Collection Folio/Essais 343; vertaald in het Nederlands: Europa: de Romeinse weg. Een essay, Klement, 2013)
- La Sagesse du monde. Histoire de l'expérience humaine de l'univers, 1999
- La Loi de Dieu. Histoire philosophique d'une alliance, 2005
- Le Règne de l'homme. Genèse et échec du projet moderne, 2015